# 戒能朶一
戒能 朶一（かいのう だいち、1916年 - 没年不明）は、広島県出身のプロ野球選手（内野手）。

## 来歴・人物
広陵中時代は、1935年春の甲子園大会に出場し、チームの準優勝に大きく貢献した。この大会で戒能は三塁手として出場し、優秀選手賞に輝いた。その後明治大学を3年で中退し、1938年8月25日、名古屋軍に入団。
1938年秋季シーズンが開幕すると、「1番・二塁手」のレギュラーとして定着。打率は低いながらも勝負強い打撃でチームを支えた。秋季シーズン40試合に全出場。10月23日のライオン戦では4安打の活躍＆サヨナラヒットを打ち、それから5日後の10月28日のライオン戦では、4打席連続で四球を選んでいる。
1940年まで名古屋軍に在籍した記録が残っているが、選手としての出場は1939年3月28日の南海戦が最後である（村松幸雄の代打として出場し、三振に倒れた）。その後応召され、戦死した（没年月日・死没場所は不明）。
東京ドーム敷地内にある、鎮魂の碑には彼の名が刻まれている。

## 詳細情報

### 年度別打撃成績
| 年 度     | 球 団     | 試 合 | 打 席 | 打 数 | 得 点 | 安 打 | 二 塁 打 | 三 塁 打 | 本 塁 打 | 塁 打 | 打 点 | 盗 塁 | 盗 塁 死 | 犠 打 | 犠 飛 | 四 球 | 敬 遠 | 死 球 | 三 振 | 併 殺 打 | 打 率 | 出 塁 率 | 長 打 率 | O P S |
| --------- | --------- | ----- | ----- | ----- | ----- | ----- | -------- | -------- | -------- | ----- | ----- | ----- | -------- | ----- | ----- | ----- | ----- | ----- | ----- | -------- | ----- | -------- | -------- | ----- |
| 1938秋    | 名古屋    | 40    | 188   | 155   | 19    | 30    | 3        | 2        | 0        | 37    | 12    | 6     | --       | 1     | --    | 32    | --    | 0     | 26    | --       | .194  | .332     | .239     | .571  |
| 1939      | 名古屋    | 5     | 14    | 11    | 0     | 1     | 0        | 0        | 0        | 1     | 0     | 0     | --       | 0     | 0     | 3     | --    | 0     | 1     | --       | .091  | .286     | .091     | .377  |
| 通算：2年 | 通算：2年 | 45    | 202   | 166   | 19    | 31    | 3        | 2        | 0        | 38    | 12    | 6     | --       | 1     | 0     | 35    | --    | 0     | 27    | --       | .187  | .328     | .229     | .557  |

- 各年度の太字はリーグ最高

### 背番号
- 1 （1938年秋 - 1940年）[7]